# Astern-Mönch

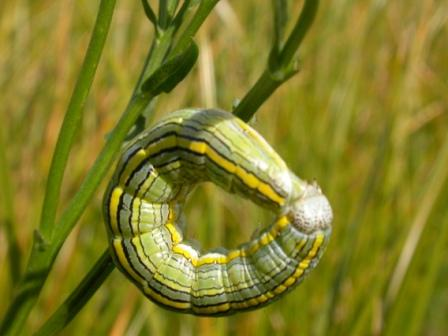
Raupe, grün-gelbe Farbmorphe

Der Astern-Mönch (Cucullia asteris), zuweilen auch Asternmönch geschrieben oder Astern-Braunmönch genannt, ist ein Schmetterling (Nachtfalter) aus der Familie der Eulenfalter (Noctuidae). Das Artepitheton bezieht sich auf die Pflanzengattung der Astern, die eine Nahrungspflanze der Raupen darstellt.

## Merkmale

### Falter
Die Falter erreichen eine Flügelspannweite von 38 bis 50 Millimetern. Von den hellgrau bis violett grau gefärbten Vorderflügeln heben sich der rotbraune Vorder- und gleichfarbige Innenrand ab. Ring- und Nierenmakel sind schwach ausgebildet, schmal, dunkelbraun umrandet und hellbraun gefüllt. Die undeutliche äußere Querlinie bildet vor dem Innenrand einen weißlichen Halbmondfleck. Die Hinterflügel sind von bräunlich grauer Farbe, am Saum verdunkelt und zeigen dunkel hervortretende Adern sowie weiße Fransen. Am Kopf befindet sich ein nach vorne gerichteter spitzer brauner Haarschopf.

### Raupe
Erwachsene Raupen treten in verschiedenfarbigen Morphen auf. Sie sind meist grünlich gefärbt und zeigen eine gelbe, schwarz eingefasste Rückenlinie sowie breite gelbe Längsstreifen. Außerdem treten zuweilen Exemplare mit einem breiten, violett gefärbten Seitenstreifen auf. Die Stigmen sind weiß und schwarz gerandet. Der weißliche, hellgrüne, rosa oder cremefarben gefärbte Kopf ist mit vielen kleinen schwarzen Punkten überzogen.

### Puppe
Die Puppe ist gelblich getönt, wobei jedoch die Flügelscheiden grünlich schimmern. Die Rüsselscheide hebt sich deutlich ab. Der Kremaster ist flach.

### Ähnliche Arten
Cucullia amota unterscheidet sich durch ein helleres Gesamterscheinungsbild sowie die schmaleren Vorderflügel mit einer stärker ausgeprägten Grautönung. Eine gewisse Ähnlichkeit besteht auch zu den Faltern der verbasci Spezies-Gruppe, beispielsweise dem Königskerzen-Mönch (Cucullia verbasci), denen jedoch sämtlich die violette Überstäubung auf den Vorderflügeln fehlt.

## Verbreitung und Lebensraum
Die Art kommt in mittleren Bereichen Europas vor, nördlich bis Mittelengland, Dänemark, Südschweden und Südfinnland, südlich bis zum Südrand von Pyrenäen, Alpen und Karpaten sowie weiter bis zur ukrainischen Schwarzmeerküste und zum Kaukasus. Im Osten reicht die Verbreitung nach Transkaukasien, den Nordiran und Westsibirien bis zum Tian Shan. Exemplare aus Kasachstan werden der Unterart Cucullia asteris heptapotamica zugerechnet. Ältere Angaben für das Gebiet um den Amur sowie aus Japan beziehen sich vermutlich auf verwandte Arten. Der Astern-Mönch ist vorwiegend in sonnigen Hügelgebieten, Heiden, an warmen Hängen sowie in Ödländereien und Gärten zu finden. Die Verbreitung in den Alpen reicht bis in Höhen von 1500 Metern.

## Lebensweise
Die Art bildet eine Generation im Jahr, deren Falter von Mitte Mai bis Anfang August anzutreffen sind. Sie sind dämmerungs- und nachtaktiv, besuchen jedoch nur selten künstliche Lichtquellen. Die Raupen ernähren sich überwiegend von den Blättern und Blüten der Gold-Aster (Galatella linosyris), Kalk-Aster (Aster amellus), Strand-Aster (Tripolium pannonicum), Gewöhnlicher Goldrute (Solidago virgaurea) sowie von weiteren Goldrutenarten (Solidago). Sie leben zwischen Juni und September und halten sich auch am Tage auf den Nahrungspflanzen auf. Im Spätsommer verpuppen sie sich im Boden, wo die Puppen überwintern und zuweilen ein weiteres Jahr überliegen.

## Gefährdung
Der Astern-Mönch kommt in Deutschland in den einzelnen Bundesländern in unterschiedlicher Anzahl vor und wird auf der Roten Liste gefährdeter Arten als „gefährdet“ eingestuft. In Baden-Württemberg wird die Art auf der Vorwarnliste geführt. Während die Falter gebietsweise selten beobachtet werden, treten die Raupen an Gartenastern zuweilen schädlich auf.